# Ikililou Dhoinine
Ikililou Dhoinine (Comoras, 14 de agosto de 1962) es un político comorense. Fue presidente de la Unión de las Comoras, después de ser confirmado en su cargo por el Tribunal Constitucional el 13 de enero de 2011, hasta el 26 de mayo de 2016, en que fue relevado por Azali Assoumani.

## Biografía
Se presentó a las elecciones presidenciales de su país, pasando a segunda vuelta después del primer balotaje en el que alcanzó el 28,19%. En segunda vuelta, se enfrentó a Mohamed Said Fazul y Abdou Djabir, ganando la presidencia con un 60,91% de los votos.
Como miembro del partido gobernante, Dhoinine contó con el apoyo del presidente en ejercicio Ahmed Abdallah Mohamed Sambi; antes de la presidencia en tanto, ostentó el cargo de Vicepresidente (como máximo representante de Mohéli, una de las tres islas autónomas de Comoras), trabajando en el Ministerio de Finanzas como vicepresidente a cargo de las unidades de Presupuesto y de emprendimiento femenino.
Desde el 26 de marzo de 2008 hasta el 31 de marzo del mismo año, fue el presidente provisional de Anjouan, una isla en las Comoras.
Dhoinine, un farmacéutico de profesión, siendo el primer presidente de las Comoras proveniente de la isla de Mohéli.